# دبليو. فرد تورنر
دبليو. فرد تورنر (بالإنجليزية: W. Fred Turner)‏ هو محامي أمريكي، ولد في 17 أبريل 1922 في فلوريدا في الولايات المتحدة، وتوفي في 23 نوفمبر 2003 في بنما سيتي في الولايات المتحدة.